# North Kent Island
North Kent Island är en ö i Kanada.   Den ligger i territoriet Nunavut, i den nordöstra delen av landet, 3 500 km norr om huvudstaden Ottawa. Arean är 577 kvadratkilometer.
Terrängen på North Kent Island är lite kuperad. Öns högsta punkt är 612 meter över havet. Den sträcker sig 41,3 kilometer i nord-sydlig riktning, och 23,6 kilometer i öst-västlig riktning.
Trakten runt North Kent Island är permanent täckt av is och snö. Trakten runt North Kent Island är nära nog obefolkad, med mindre än två invånare per kvadratkilometer.